# Над пропастью во ржи
«Над пропастью во ржи» (англ. The Catcher in the Rye — «Ловец во ржи», 1951) — роман американского писателя Джерома Сэлинджера. В нём от лица 17-летнего юноши по имени Холден Колфилд откровенно рассказывается о его обострённом восприятии американской действительности и неприятии общих канонов и морали современного общества. Произведение имело огромную популярность как среди молодёжи, так и среди взрослого населения, оказав существенное влияние на мировую культуру второй половины XX века.
Роман был переведён почти на все основные языки мира. В 2005 году журнал Time включил роман в список 100 лучших англоязычных романов, написанных начиная с 1923 года, а издательство Modern Library включило его в список 100 лучших англоязычных романов XX столетия. В США роман часто подвергался критике и был запрещён в школах из-за большого количества нецензурной лексики.

## Сюжет
Роман написан от лица семнадцатилетнего Холдена Колфилда, находящегося на лечении в клинике: он рассказывает об истории, случившейся с ним прошлой зимой, предшествовавшей его болезни. События, о которых он повествует, разворачиваются в предрождественские дни декабря 1949 года.
Воспоминания юноши начинаются в последний день его пребывания в закрытой школе Пэнси, школе-интернате в Агерстауне, штат Пенсильвания. На экзамене он провалил 4 из 5 предметов, а его работа по истории оказалась настолько неудовлетворительной, что его исключили, позволив остаться на проживании не дольше, чем до рождественских каникул. Он планирует вернуться домой несколькими днями позднее, чем его родители получат извещение об отчислении, чтобы они успели «перекипеть». Холдена приглашают в дом его учителя истории, мистера Спенсера, тот безуспешно пытается вразумить подростка. Спенсер стар, болен и вызывает у Холдена отвращение. Тем не менее, он не винит его в отчислении.
Холден возвращается в своё общежитие в красной охотничьей шапке, которую он купил в Нью-Йорке за один доллар. Его сосед по общежитию, Роберт Экли, непопулярный среди своих сверстников, беспокоит Холдена своими дотошными расспросами и плохими манерами. Холден, который жалеет Экли, терпит его присутствие.
Позже Холден соглашается написать сочинение по английскому для своего соседа по комнате Уорда Стрэдлейтера, который уезжает на свидание. Однако Холден огорчён, узнав, что это свидание с Джейн Галлахер, к которой Холден ранее испытывал романтические чувства. Он всё же пишет сочинение для Стрэдлейтера, но вместо описания помещения делает описание бейсбольной перчатки своего покойного брата Алли. Когда Стрэдлейтер возвращается спустя несколько часов, он жёстко критикует сочинение и отказывается сказать, спал ли он с Джейн. Взбесившись, Холден бьёт его, но Стрэдлейтер легко выигрывает бой, разбив Холдену нос и едва не нокаутировав. Холден покидает школу раньше, чем собирался. Он продаёт свою пишущую машинку и садится на поезд до Нью-Йорка. Холден намерен держаться подальше от своего дома до среды, когда его родители получат уведомление о его высылке. В поезде он встречает мать богатого, самовлюблённого и агрессивного ученика Эрнеста Морроу, но вместо того, чтобы высказать о нём правду, без всякого смысла врёт, описывая его как самого достойного и скромного ученика школы.
В такси Холден спрашивает у водителя, что происходит с утками в озере Центрального парка зимой. Этот вопрос его серьёзно волнует, но мужчина не знает, что ответить. Холден заселяется в отель «Эдмонт». Он проводит вечер танцев с тремя женщинами из Сиэтла в гостиной отеля, отмечая в одной из них хорошего танцора и совершенно никчёмную, неспособную к диалогу личность. Ночью работник лифта Морис предлагает ему проститутку по имени Санни, Холден соглашается на её визит. Его отношение к девушке меняется, когда она входит в комнату: кажется, она того же возраста, что и он. Холден отказывается от интима и платит договорённые 5 долларов просто за разговор, но она становится раздражённой и уходит. Хотя он заплатил ей нужную сумму, она возвращается со своим сутенёром Морисом и требует ещё денег. Морис бьёт подростка, а Санни забирает ещё 5 долларов.
Утром Холден связывается со своей подружкой Салли Хейс и приглашает её в театр, на пьесу с Альфредом Лантом и Линн Фонтэнн. После этого он покидает отель, сдаёт багаж в камеру хранения и отправляется завтракать. В ресторане он встречается с двумя монахинями, одна из которых — преподавательница литературы, и обсуждает с ними прочитанные книги, в частности, «Ромео и Джульетту». Позавтракав, он идёт в музыкальный магазин, надеясь купить для младшей сестры пластинку с понравившейся ему песней под названием «Крошка Шерли Бинз», и по дороге слышит, как маленький мальчик поёт: «Если ты ловил кого-то вечером во ржи…». Песенка мальчика немного поднимает ему настроение, он думает о том, не созвониться ли с Джейн Галлахер, о которой он хранит тёплые воспоминания, но откладывает эту идею. Спектакль, на который он идёт с Салли, его разочаровывает. Вслед за спектаклем он идёт с Салли на каток, и после этого его «прорывает»: он импульсивно признаётся Салли в своём отвращении к школе и ко всему, что его окружает. В итоге он оскорбляет Салли, и та, расплакавшись, уходит, несмотря на его запоздалые попытки извиниться. После этого Холден пытается позвонить Джейн, но никто не берёт трубку, и он отправляется в кино. Ближе к вечеру он пересекается со своим знакомым Карлом Льюсом, высокомерным студентом, который считает Холдена слишком инфантильным и в ответ на его излияния советует ему только записаться на приём к психоаналитику. Холден остаётся один, напивается и направляется в Центральный парк проверить, что в действительности происходит с утками зимой, но по дороге разбивает купленную для сестры пластинку. В итоге он всё же решает заехать домой. По стечению обстоятельств дома никого не оказывается, кроме самой сестры, Фиби; она, однако, вскоре догадывается, что её старшего брата исключили из школы, и очень из-за этого расстраивается. Холден делится с ней своей мечтой, навеянной подслушанной перед спектаклем песенкой (Фиби замечает, что это искажённое стихотворение Роберта Бёрнса):
Понимаешь, я себе представил, как маленькие ребятишки играют вечером в огромном поле, во ржи. Тысячи малышей, и кругом — ни души, ни одного взрослого, кроме меня. А я стою на самом краю скалы, над пропастью, понимаешь? И моё дело — ловить ребятишек, чтобы они не сорвались в пропасть. Понимаешь, они играют и не видят, куда бегут, а тут я подбегаю и ловлю их, чтобы они не сорвались. Вот и вся моя работа. Стеречь ребят над пропастью во ржи. Знаю, это глупости, но это единственное, чего мне хочется по-настоящему. Наверно, я дурак.
Тут возвращаются домой родители; Холден прячется и, выждав подходящий момент, покидает квартиру, так как не готов к встрече с ними. Он отправляется ночевать к своему преподавателю английского языка, мистеру Антолини, который живёт с женой «в очень шикарной квартире на Саттон-плейс». Мистер Антолини приветливо встречает юношу и обсуждает с ним его проблемы, хотя тот слишком устал, чтобы вдумываться в советы преподавателя. Ночью Холден просыпается от того, что мистер Антолини гладит его по голове и, испугавшись — он решает, что учитель пытается к нему «пристать» — в спешке собирает вещи. В голову ему приходит идея отправиться на Запад и притвориться глухонемым. Он пишет сестре записку с просьбой пересечься с ним перед его отъездом, чтобы он смог отдать ей занятые у неё деньги. Фиби, однако, узнав о планах брата, требует взять её с собой; он упорно не соглашается, но в итоге, увидев, как расстроена девочка, решает отказаться от своей затеи. Чтобы окончательно примириться с сестрёнкой, он ведёт её в Зоопарк Центрального парка. Брат с сестрой обнаруживают, что, несмотря на сезон, в парке работает карусель; видя, что девочка явно хочет прокатиться, Холден уговаривает её сесть на карусель, хотя она считает себя слишком большой для этого и немного стесняется. Роман оканчивается описанием карусели, кружащейся под внезапно хлынувшим ливнем: Холден любуется маленькой сестрёнкой и наконец-то чувствует себя счастливым. В коротком эпилоге Холден подводит итог всей этой истории и немногословно описывает последовавшие за ней события.

## История создания
Первыми предшественниками «Над пропастью во ржи» стали ранние рассказы Сэлинджера, во многих из которых намечаются темы, впоследствии поднятые писателем в романе. Во время обучения в Колумбийском университете им был написан рассказ «Молодые ребята», одна из героинь которого описывалась исследователями как «едва очерченный прототип Салли Хейс». В ноябре 1941 года был написан рассказ под названием «Лёгкий бунт на Мэдисон-авеню», который впоследствии превратился в семнадцатую главу романа: в нём описывается ссора Холдена с Салли после катка и его встреча с Карлом Льюсом. «Лёгкий бунт на Мэдисон-авеню» стал первым произведением Сэлинджера, в котором появился персонаж по имени Холден Колфилд. Другой рассказ, под названием «Я сумасшедший», содержит в себе наброски двух эпизодов из «Над пропастью во ржи» (прощание Холдена с учителем истории и его разговор с матерью одного из одноклассников по дороге из школы в Нью-Йорк); его главный герой тоже носит имя Холдена Колфилда. В рассказе «День перед прощанием» (1944 год) к главному герою Джону Глэдуоллеру приезжает его друг, Винсент Колфилд, который рассказывает о своём младшем брате Холдене, «которого сто раз выгоняли из школы». Из повествования следует, что Холден служил в армии и пропал без вести, когда ему не было и 20 лет. В 1949 году The New Yorker принял к печати девяностостраничную рукопись под авторством Сэлинджера, главным героем которой был опять же Холден Колфилд, но впоследствии сам писатель отозвал текст обратно. Окончательный вариант романа был выпущен издательством Little, Brown and Company в 1951 году.

## Автобиографические детали романа
Произведение чётко переплетается с биографией Джерома Сэлинджера. Так, описывая свою семью, Холден Колфилд рассказывает о своём старшем брате Д. Б. По всей видимости, данная аналогия относится к самому Сэлинджеру, так как Д. Б. является писателем, который «писал рассказы», «учился в Колумбийском университете», пока не перебрался в Голливуд (отличие лишь в том, что Сэлинджер не делал киносценарии, как персонаж из книги). Вот цитата про воинскую службу в американской армии во время Второй мировой войны:
Мой брат, Д. Б., четыре года как проклятый торчал в армии. Он и на войне был, участвовал во втором фронте и все такое — но, по-моему, он ненавидел армейскую службу больше, чем войну. Я был ещё совсем маленький, но помню, когда он приезжал домой в отпуск, он
всё время лежал у себя на кровати. Он даже в гостиную выходил редко. Потом он попал в Европу, на войну, но не был ранен, и ему даже не пришлось ни в кого стрелять. Целыми днями он только и делал, что возил какого-то ковбойского генерала в штабной машине. Он как-то сказал нам с Алли, что, если б ему пришлось стрелять, он не знал бы, в кого пустить пулю. Он сказал, что в армии полно сволочей, не хуже, чем у нацистов. Помню, как Алли его спросил — может быть, ему полезно было побывать на войне, потому что он писатель и теперь ему есть о чём писать. А он заставил Алли принести ему бейсбольную рукавицу со стихами и потом спросил: кто лучше писал про войну — Руперт Брук или Эмили Дикинсон?
Известно, что сам писатель участвовал в высадке десанта в Нормандии и в 1945 году угодил в госпиталь с нервным срывом. Весьма примечательна и личная жизнь, включая мироощущение автора знаменитого романа. Сэлинджер очень любил детей с их наивным, но честным взглядом на окружающую действительность. Он ставил на первое место нонконформизм, индивидуализм: вечную борьбу между стереотипными взглядами и внутренним миром, показывая, что буддийское «созерцание» — а сам писатель был большим поклонником восточной философии — куда важнее бытовых проблем о благополучии и успешности. Второй проекцией писательских воззрений, пожалуй самой важной, стал и сам главный герой Холден Колфилд. Мысли уединения не покидают Холдена на протяжении всего романа:
И вдруг мне пришла в голову мысль. — Слушай! — говорю. — Вот какая у меня мысль. Хочешь удрать отсюда ко всем чертям? Вот что я придумал. У меня есть один знакомый в Гринвич-Виллидж, я у него могу взять машину недельки на две. Он учился в нашей школе и до сих пор должен мне десять долларов. Мы можем сделать вот что. Завтра утром мы можем поехать в Массачусетс, в Вермонт, объездить там всякие места. Красиво там до чёрта, понимаешь? Удивительно красиво! — Чем больше я говорил, тем больше я волновался. Я даже наклонился и схватил Салли за руку, идиот проклятый! — Нет, кроме шуток! — говорю. — У меня есть около ста восьмидесяти долларов на книжке. Завтра утром, как только откроют банк, я их возьму, а потом можно поехать и взять машину у этого парня. Кроме шуток. Будем жить в туристских лагерях и во всяких таких местах, пока деньги не кончатся. А когда кончатся, я могу достать работу, будем жить где-нибудь у ручья, а потом когда-нибудь мы с тобой поженимся, всё как надо. Я сам буду рубить для нас дрова зимой. Честное слово, нам так будет хорошо, так весело! Ну как? Ты поедешь? Поедешь со мной? Поедешь, да?
Я решил уехать. Решил, что не вернусь больше домой и ни в какие школы не поступлю. Решил, что повидаюсь с сестрёнкой, отдам ей деньги, а потом выйду на шоссе и буду голосовать, пока не уеду далеко на Запад. Я решил — сначала доеду до Холленд-Таннел, оттуда проголосую и поеду дальше, потом опять проголосую и опять, так, чтобы через несколько дней оказаться далеко на Западе, где тепло и красиво и где меня никто не знает. И там я найду себе работу. Я подумал, что легко найду работу на какой-нибудь заправочной станции у бензоколонки, буду обслуживать проезжих. В общем, мне было всё равно, какую работу делать, лишь бы меня никто не знал и я никого не знал. Я решил сделать вот что: притвориться глухонемым. Тогда не надо будет ни с кем заводить всякие ненужные глупые разговоры. Если кто-нибудь захочет со мной поговорить, ему придётся писать на бумажке и показывать мне. Им это так в конце концов осточертеет, что я на всю жизнь избавлюсь от разговоров. Все будут считать, что я несчастный глухонемой дурачок, и оставят меня в покое. Я буду заправлять их дурацкие машины, получать за это жалованье и потом построю себе на скопленные деньги хижину и буду там жить до конца жизни. Хижина будет стоять на опушке леса — только не в самой чаще, я люблю, чтобы солнце светило на меня во все лопатки. Готовить еду я буду сам, а позже, когда мне захочется жениться, я, может быть, встречу какую-нибудь красивую глухонемую девушку, и мы поженимся. Она будет жить со мной в хижине, а если захочет что-нибудь сказать — пусть тоже пишет на бумажке. Если пойдут дети, мы их от всех спрячем. Купим много книжек и сами выучим их читать и писать.
Грёзы о хижине у ручья на опушке воплотились и в реальной жизни Сэлинджера. В 1955 году писатель женится на своей девятнадцатилетней избраннице Клэр Дуглас. Девушка родила писателю двух детей — дочку Маргарет и сына Мэтью. Так же, как и Холден, Сэлинджер был капитаном команды по фехтованию.

## Полемика
В период с 1961 по 1982 год «Над пропастью во ржи» стала самой запрещаемой книгой в школах и библиотеках США. Причинами были «грубый язык» романа, незавуалированные упоминания o сексe (в частности, сцена с проституткой). Холдена описывали как «дурной пример» для молодёжи, утверждали, что он поощряет в детях склонность к бунту, пьянству и разврату. Запретительные действия зачастую приводили к обратному эффекту: роман привлекал к себе только больше интереса. Попытки ограничить доступ подростков к роману или исключить его из школьной программы иногда встречаются и по сей день.
Скандальную известность роману принесло убийство Джона Леннона Марком Чэпменом. У Чэпмена, схваченного тут же после убийства, был найден при себе экземпляр книги, на внутренней стороне обложки рукой Чэпмена была сделана запись: «Холдену Колфилду. От Холдена Колфилда. Это моё заявление» (англ. Dear Holden Caulfield, From Holden Caulfield, This is my statement). Экземпляр романа был при себе и у Роберта Джона Бардо, убийцы актрисы Ребекки Шеффер[значимость факта?]. Оба преступника страдали психическими заболеваниями, хотя и были признаны вменяемыми на суде.

## Продолжение
В 2009 году шведский писатель Фредрик Колтинг опубликовал под псевдонимом «Джон Дэвид Калифорния» роман «60 Years Later: Coming Through the Rye». Варианты перевода названия на русский язык, встречающиеся в СМИ: «60 лет спустя: Шагая по ржи», «60 лет спустя: пробираясь сквозь рожь», «60 лет спустя: пройдя сквозь рожь». Он представляет собой своего рода продолжение романа Сэлинджера: герой Колтинга, 76-летний старик, мистер К., сбежав из дома престарелых, бродит по улицам Нью-Йорка и вспоминает свою юность. 1 июня 2009 года Сэлинджер подал иск о защите интеллектуальной собственности в окружной суд Манхэттена, обвинив Колтинга в плагиате. 1 июля 2009 года суд запретил публикацию романа Колтинга в США.

## Переводы на русский язык
«Классический» перевод романа на русский язык был выполнен Ритой Райт-Ковалёвой и впервые опубликован в 11-м номере журнала «Иностранная литература» за 1960 год. Название было изменено ею с «The Catcher in the Rye» («Ловец во ржи») на «Над пропастью во ржи», так как в русском языке слово «ловец» не несёт всех коннотаций, характерных для его английского аналога. Сам текст, на родине писателя критиковавшийся за «грубость», был ею немного «смягчён».
В 1998 году был выпущен перевод Сергея Махова под названием «Обрыв на краю ржаного поля детства». Этот перевод планировался к изданию ещё при жизни Норы Галь, которая во внутренней рецензии на него заявила «о совершенном непрофессионализме автора этой попытки, о полнейшей его глухоте».
В 2008 году появился перевод романа, выполненный Максимом Немцовым и озаглавленный «Ловец на хлебном поле». Новый перевод вызвал у критиков неоднозначные оценки: так, Михаил Идов в своей рецензии написал, что в редакции Немцова книга, по легенде сподвигшая Чепмена на убийство Леннона, «сможет вдохновить неуравновешенного читателя разве что на ограбление пивного ларька», и добавил, что попытки Немцова «огрубить» и «осовременить» язык романа, хоть и объяснимы, но изначально тщетны, а кроме того — весьма неуклюжи.

## Влияние на реальный мир

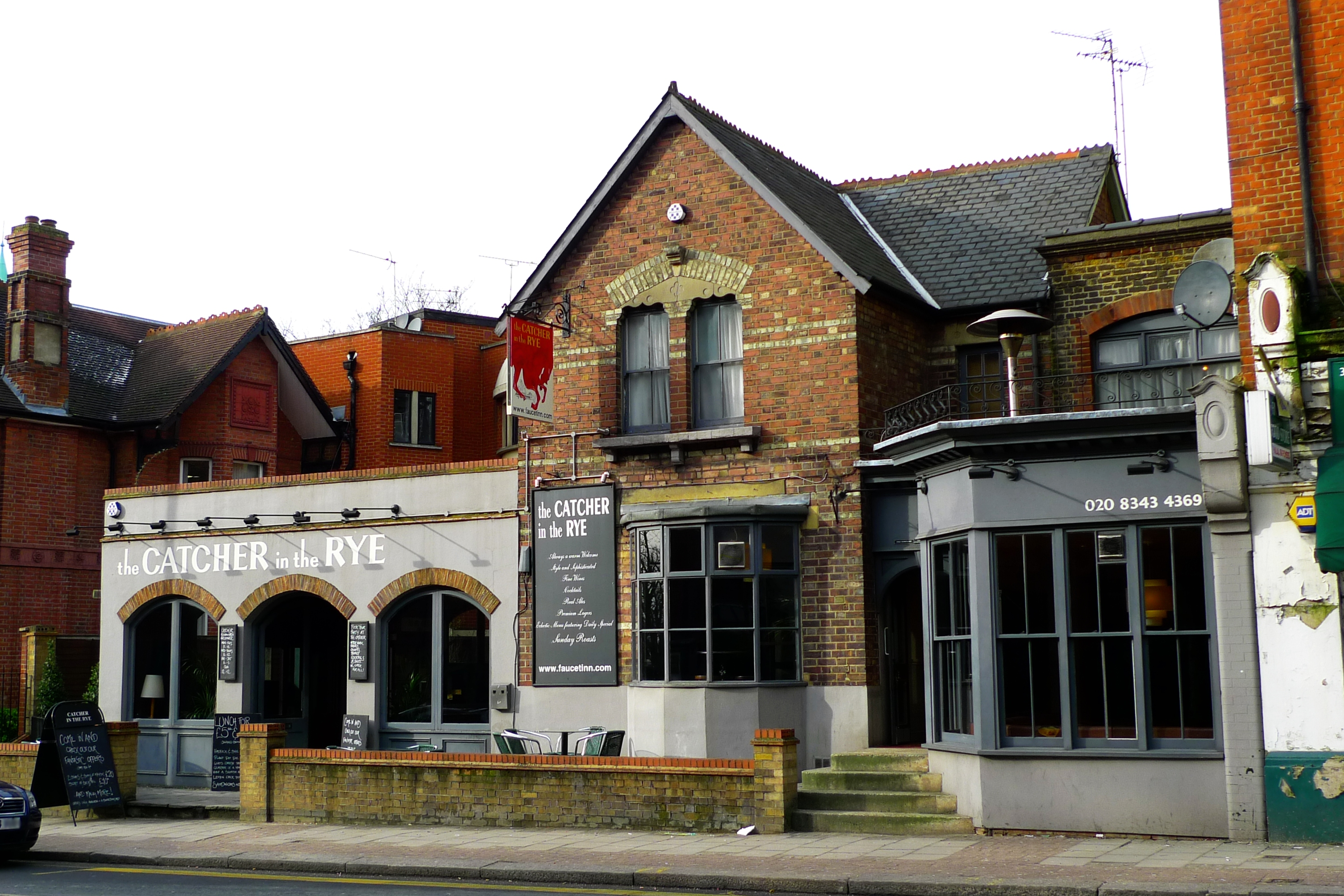
Бар в Лондоне, названный по имени романа

- Книгой был одержим Джон Хинкли, совершивший в 1981 году покушение на 40-го президента США Рональда Рейгана.
- Маньяк Роберт Джон Бардо (род. в 1970 году) три года преследовал, а затем в 1989 году убил актрису Ребекку Шеффер. В момент выстрела в актрису у Бардо была с собой книга «Над пропастью во ржи».
- Убийца Джона Леннона, Марк Чепмен, после пяти выстрелов в кумира в ожидании полиции, усевшись под уличный фонарь, стал читать эту книгу. Чепмен заявил в полиции, что зашифрованный приказ убить Леннона он нашёл на страницах «Над пропастью во ржи». Убийца был признан вменяемым.